# 港子溪
港子溪，又稱港仔溪，位於台灣東南部之縣市管河川，幹流長度6.00公里，流域面積15.75平方公里，分佈於屏東縣滿州鄉、牡丹鄉。主流發源於牡丹鄉高士村牡丹池山（主峰位於牡丹村境內）東南側，先向南後轉東南流入滿州鄉境，於港仔南側匯合另一支流後，轉向東注入太平洋。